# Tôma Đinh Viết Dụ
Tôma Đinh Viết Dụ (1783 - 1839) là một linh mục dòng Đaminh, ông lên bậc Chân Phước năm 1900 và hiển thánh sau 88 năm. Lễ kính ông vào ngày 26/11.

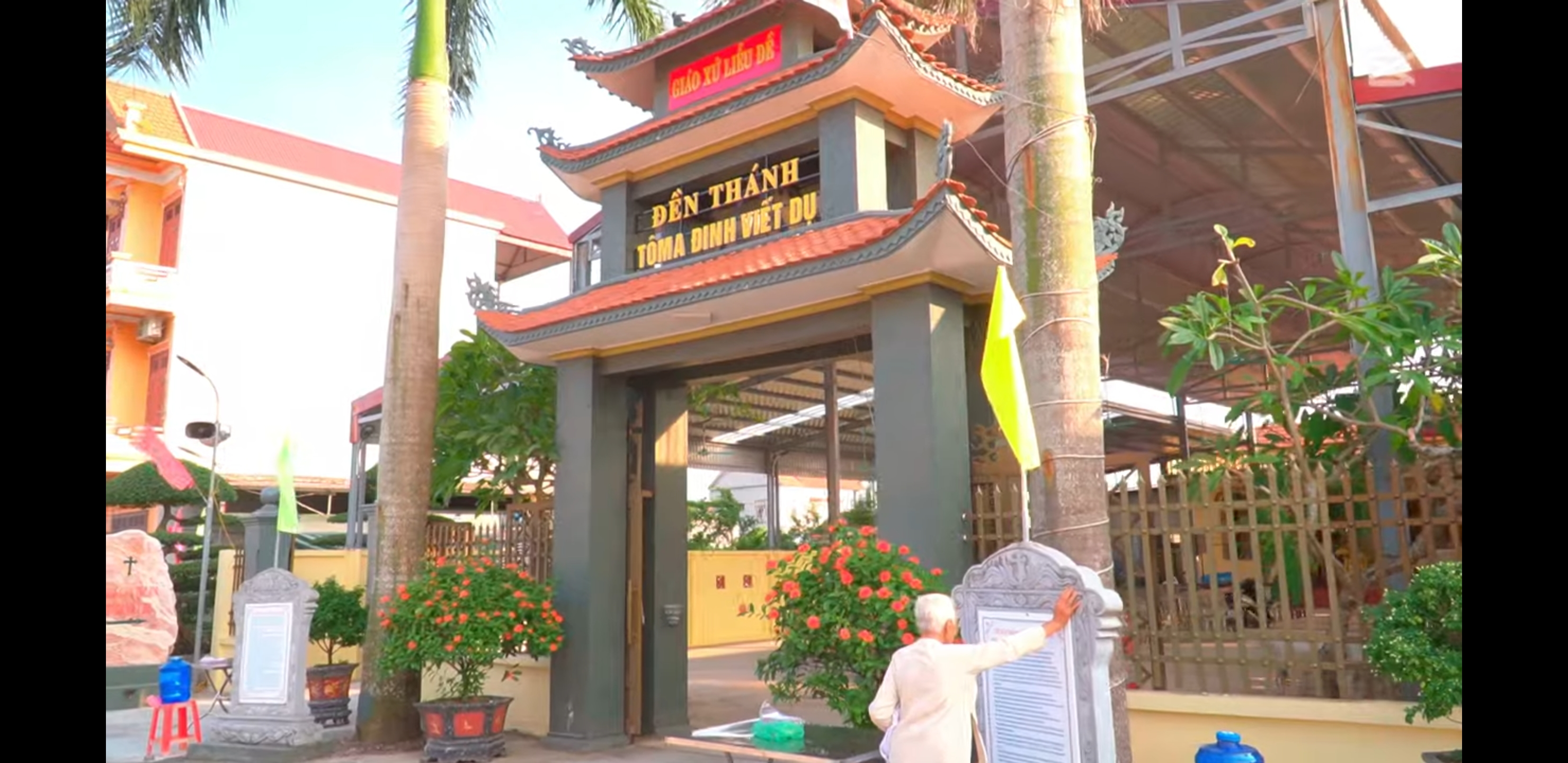
Đền thánh Cha Tôma Đinh Viết Dụ được người dân Đền Thánh Liễu Đề nơi ông truyền đạo trước khi bị bắt xây dựng để tưởng nhớ ông, đây cũng được cho là nơi ông bị bắt trong thời kỳ cấm đạo

## Tiểu sử

### Thân thế
Tôma Đinh Viết Dụ sinh khoảng năm 1783, tại làng Phú Nhai, xã Xuân Phương, huyện Xuân Trường, tỉnh Nam Định, thuộc Giáo phận Bùi Chu. Sau khi thụ phong linh mục, cha Dụ xin nhập dòng Đaminh và khấn ngày 21 tháng 12 năm 1814.

### Bị bắt
Ông hoạt động nhiều nơi, sau này về giáo họ họ Liễu Đề, Bùi Chu (nay là đền thánh Liễu Đề, thị trấn Liễu Đề, huyện Nghĩa Hưng, tỉnh Nam Định), thay thế linh mục Phêrô Tuần bị bắt năm 1838. Ngày 20 tháng 3 năm 1839, dưới chính sách cấm đạo của vua Minh Mạng, Tổng đốc Trịnh Quang Khanh dẫn 800 quân lính bao vây, lục soát làng Liễu Đề, vì có người báo tin linh mục Hemoisilla Liêm đang ở đó, nhưng lính không bắt được. Ông vừa hoàn tất thánh lễ tại nhà bà Anrê Thu, được tin quân đã vây kín làng, ông cải trang thành người làm vườn lúi húi ngồi nhổ cỏ. Quân lính không biết, nhưng người tố cáo nhận ra và nói: "Đạo trưởng đấy". Và ông bị bắt và dẫn đến quan đang ở đình làng. Ông nói: "Tôi là Đạo trưởng, có nhiệm vụ coi sóc giáo hữu ở đây". Vị quan hỏi về thừa sai Vọng và các linh mục khác ở đâu, ông không trả lời.

### Thời gian chịu tù
Tôma Dụ bị đóng gông vào cổ, tay chân mang xiềng xích như một tội phạm, và bị giải lên Nam Định. Các quan ở đây tra vấn ông nhiều lần, khuyên ông đạp lên Thánh Giá. Tuy thế, ông không xúc phạm đến Thập Giá, không khai đến các tín hữu. Ông bị đánh đạp nhiều lần, lần thứ nhất 90 roi, lần hai 30 roi, lần khác 20 roi và chịu nhiều lời mắng và chế nhạo của dân chúng.
Sau những cuộc tra tấn đó, linh mục Dụ bị tống vào ngục, ban ngày mang gông xiềng, ban đêm bị cùm chân, và phải chịu đói khát, chịu nóng nực hôi hám. Nhân chứng Giuse Hiền thuật lại chuyện mẹ của ông ta, giả làm hành khất vào tận ngục thăm linh mục Dụ. Khi thấy ông tiều tụy, bà khóc lên nức nở, ông nói với bà:
"Sức lực tôi tuy giảm, nhưng tôi còn có thể chịu đựng được nữa. Chúa chúng ta đã chịu bao cực khổ để cứu độ nhân loại, tôi cũng sẵn lòng chịu những sự khổ này để nên giống Chúa Kitô phần nào".
Lần thứ hai bà vào thăm, ông cho biết những cực hình sau này ông cảm thấy không đau đớn như trước, và theo ông, Chúa đã giảm bớt sự đau khổ cho mình. Khi bà chào từ biệt, ông nói: "Tôi không biết ngày nào sẽ được hiến dâng mạng sống vì Chúa, có thể anh chị em không còn gặp tôi nữa. Bà hãy cầu nguyện nhiều, xin Chúa ban cho tôi ơn nhẫn nại chịu đựng tất cả những điều người ta gây cho tôi để danh Chúa được cả sáng".

### Bị kết án
Sau sáu tháng giam cầm và tra tra tấn, quan tuyên bố bản án với những lời sau: "Đạo trưởng Tôma Đinh Viết Dụ bị kết án trảm quyết vì tội truyền bá Gia Tô tả đạo. Các quan đã hết sức khuyên dụ, dọa nạt và tra tấn để bắt y quá khóa theo luật nước, nhưng y không chịu. Y đã trở nên chai đá không gội rửa được những dị đoan đã quá ăn sâu… Do đó, mọi người thấy rõ y là kẻ điên khùng cố chấp bất trị, đáng khinh dễ. Vậy phải nghiêm trị, còn phàn nàn gì nữa".
Ngày 7 tháng 11, vua Minh Mạng ký án. Ngày 12, án về tới Nam Định. Khi ấy có linh mục Đaminh Nguyễn Văn Xuyên cũng bị bắt ngày 18 tháng 8 được đưa tới trại giam chung và cùng chịu án tử với ông. Hai anh em gặp nhau, hàn thuyên tâm sự, xưng tội với nhau, an ủi khuyến khích nhau kiên trì tới cùng.

### Xử tử
Ngày 26 tháng 11 năm 1839, hai linh mục bị đưa đến nơi xử án. Hai ông ung dung bước đi giữa một đoàn quân oai vệ, có các quan cưỡi voi chỉ huy với cờ quạt chiêng trống, và đông đảo dân chúng. Vai mang gông, tay mang xiềng, hai thừa sai vừa đi vừa cầu nguyện, dáng điệu hân hoan khiến mọi người phải sửng sốt bỡ ngỡ. Quan hỏi lần chót nếu chịu xuất giáo sẽ được tha. Hai vị linh mục trả lời:"Không" rồi tiếp tục cầu nguyện cho tới khi đến pháp trường Bảy Mẫu. Bà Maria Ơn có mặt tại buổi hành quyết thuật lại: "Tôi thấy hai cha quỳ xuống, chắp tay lại, mắt hướng lên trời, lính cưa gẫy gông, chặt đứt xích sắt, trói tay vào cột rồi chém cổ hai cha". Sau khi thi hành án trảm, lý hình tung đầu hai cha lên cao ba lần và nói: "Đầu đạo trưởng đã bị chém đây".

## Phong Chân Phước và phong Thánh
Linh mục Tôma Đinh Viết Dụ hưởng thọ 56 tuổi, tử đạo vào năm kỷ niệm ngân khánh linh mục của ông. Thi thể ông an táng tại pháp trường. Đến tháng 1 năm 1841, cải táng về Lục Thủy.
Giáo hoàng Lêô XIII suy tôn linh mục Tôma Đinh Viết Dụ lên bậc Chân Phước ngày 27 tháng 5 năm 1900. Ngày 19 tháng 6 năm 1988, Giáo hoàng Gioan Phaolô II suy tôn ông lên bậc Hiển thánh. Từ đó hài cốt ông được đặt trong hòm gỗ sơn son thiếp vàng trưng bày tại đền thánh Liễu Đề. Trong khuôn viên đền thánh Liễu Đề có nhà thờ tưởng niệm dành riêng cho ông. Cũng tại khu phố Đông, đền thánh Liễu Đề nơi ông bị bắt trước khi tử vì đạo có đền thờ dành riêng cho ông. 